# Romain (Meurthe i Mozela)
Romain – miejscowość i gmina we Francji, w regionie Grand Est, w departamencie Meurthe i Mozela.
Według danych na rok 1990 gminę zamieszkiwało 51 osób, a gęstość zaludnienia wynosiła 16 osób/km² (wśród 2335 gmin Lotaryngii Romain plasuje się na 994. miejscu pod względem liczby ludności, natomiast pod względem powierzchni na miejscu 1161.).